# 瓦尔托尔塔
瓦尔托尔塔（義大利語：Valtorta），是意大利贝加莫省的一个市镇。总面积30.59平方公里，人口307人，人口密度10.0人/平方公里（2009年）。国家统计（ISTAT）代码为016229。